# GALZOOアイランド
『GALZOO アイランド』（ギャルズーアイランド）は、2005年12月9日にアリスソフトから発売された18禁RPG。2009年3月19日に廉価版が発売された。

## 概要
アリスソフトが長年に渡って構想を温め、満を持して発表した、女の子モンスター捕獲ゲーム。多くのヒロイン（女の子モンスター）が登場し、ハーレム的なそのゲーム展開に話題が集まった。基本的に和姦中心で、展開はソフト。マルチエンディングながら、個々のシナリオは簡潔であり、展開に大差無し。
なお女の子モンスターたちは、主人公のレオが捕獲し従魔とすることで仲間となり、一週間毎に課せられる制限時間内に規定数の女の子モンスターを捕獲出来なかった場合は、ゲームオーバーとなる。
ゲーム発売後しばらく経って、アリスソフトの公式サイトでハードモード搭載パッチが公開された。これは細かなバグの修正だけでなく、ゲームの難易度を高めることが可能になるもので、RPGとしてヌルいとの不満の声に応えたものであった（詳細は後述）。
ラストダンジョンにはラスボス以上の強さを誇る固定敵が存在し、また、「挑戦迷宮」という名の隠しダンジョンも用意されている。更には各キャラクターの能力値の上限が極めて高く、ゲームクリア後も引き続き楽しめる要素が満載である。
本作は『Rance』シリーズの世界観をベースとしており、モンスターや魔法などの諸設定は従来のアリスソフト製の作品と共通している。ただし、物語の関連性は低いため、他作品が未プレイでも支障は無い。
女の子モンスターの各個体の設定には、本作独自の要素も含まれる。特にサワーやちゃぷちゃぷ、髪長姫などについては過去作とイメージが異なり、種族全体の傾向と各個体の特徴とを分けて考える必要がある。
出演声優は公表されているが、配役までについては公表されていない。

## ストーリー
最弱の男の子モンスターであるイカマンの一匹が、赤い運命という宝石の力で突然変異し、イカ男爵と化した。イカ男爵は自らの嫁を決めるために、イカパラダイスなる異空間を創設。そこには世界各地から厳選した女の子モンスターたちが集められ、イカ男爵は生涯一度しか出来ない射精のために、嫁選びと称して女の子モンスターたちにえっちなイタズラをしまくっていた。女の子モンスターたちは、呪いで様々な制約をかけられ、また女殺しという名の男の子モンスターのせいで、イカ男爵に手向かえない状況に追い込まれていた。
これに業を煮やしたキャプテンバニラは、天才魔物使いと噂されるバッチに打倒イカ男爵の協力を求めるべく、テレポートゲートで元の世界へやってくる。しかし連れて帰ったのは、バッチではなく魔物使い見習いのレオであった。レオは女の子モンスターたちをイカ男爵から救うため、また未熟な魔物使いとしての腕を磨くため、彼女らに協力しイカ男爵と争うこととなった。

## 登場キャラクター

### 人間
レオパルド・マーラ（レオ）
バッチの弟子で、魔物使いとしてはまだ見習いの青年。女の子のような外見で、性格も優柔不断で優し過ぎるところがある。作中徐々に魔物使いとしての能力を上げ、様々な女の子モンスターを従えられるようになってゆく。
『ランス・クエスト』にてゲスト出演する。
エリナ・バッチ
バッチの娘で、レオと姉弟のように育ってきた魔物使いの少女。とある理由からイカパラダイスへやってきて、レオ達のライバルとして別行動をとる。てんてん以外の女の子モンスターは、ゲームの進行によって従えているかどうかが変わる。
レオと同様、『ランス・クエスト』にてゲスト出演する。

### 女の子モンスター
※基本的に種族名と個体名が同じであるため紛らわしいが、第一段落は本作に登場する個体について、第二段落は種族全体の傾向について扱う。また女の子モンスターにとって、本来服などは体の一部で甲羅のようなものだが、表現上服飾品のように扱う。
キャプテンバニラ
イカ男爵を倒すためにレオをイカパラダイスに呼び寄せた、海賊のような格好をした女の子モンスター。戦艦大和を拠点とし、クスシと二人でイカ男爵を倒すための作戦会議などをしている。レオのレベルを上げるために勉強し、大和の中でレベル屋を開く。ツンデレ的な言動もあるが、従魔になってからは基本的にレオにベタボレである。中華てんてんとよく言い争っている。
レオやエリナと同様、『ランス・クエスト』にてゲスト出演する。
初出は『闘神都市2』。強さランクB。リーダー能力（海賊娘、片目海賊娘にしか効果は無い）を持っており、グループの中にいると主導権を握ろうとする。お宝集めをする習性があり、どこかに宝物を隠し、死ぬ時に隠した宝物の場所を地図に書いて残して死ぬ。はぐれバニラという亜種が存在する。
クスシ
和装をして語尾に「～じゃ」をつけて話す女の子モンスター。この世界から解放してもらうため、イカ男爵のところへ交渉にいく途中、バニラと出会い意気投合し組むことになった。大和の中に薬屋を開いており、レオが女の子モンスターと性交渉する際の薬など、様々なアイテムを調合してくれる。従魔になる前からレオには協力的かつ好意的。
強さランクA。生まれた時から薬製作の知識や技術を持っており、あらゆる材料を使って薬を作り、薬箱を背中に担ぎ売り歩いている。その調合技術は水だけでお弁当を調合、しかも失敗するとなぜか爆発など常識を超えたものであることが多い。
きゃんきゃん
レオが初めて従魔にした、バニーガールのような外見をした女の子モンスター。また普通にプレイした場合、レオの童貞を奪うことになる。イカパラダイスで出会ったハニーの友達がいる。
初出は『RanceII』であり、種族上の特徴としては明るく陽気な性格で、誰とでも仲良くなる。戦闘中も遊んで遊んでなどと言って、敵に対して攻撃などは一切しないなど無防備過ぎるが、それゆえに狙われることも少なく種として絶滅することはないとされる。幸福きゃんきゃんという亜種が存在する。
メイドさん
その名の通りメイドの格好をした女の子モンスター。今作ではイカ男爵の住むイカ御殿で奉仕をしていたが、イカ男爵のセクハラに悩み途方にくれていた時、ハニーの倉之助に出会い彼に仕えるようになった。プロのメイドらしく生真面目な性格だが、謎の巨大石像にある酒場でバーテンさんごっこをするなど、お茶目な部分もある。
初出は『RanceII』。強さランクC。種族上の特徴として、他人の世話が大好きで、料理や掃除など家事全般が得意。またメイドさんが生息している迷宮などは常に清潔に保たれることもあり、多くのモンスター達に好かれている。
やもりん
鮮やかな紫色の尻尾をもつ、ヤモリをモチーフにした女の子モンスター。真面目でクールな性格で、絶対的な強さに憧れており、誰の協力も得ず1人でイカ男爵を倒すために修行をしていた。やもりんである自分の強さに限界を感じているが、実はマスターやもりんとカイトクローンの間に生まれているため、マスターやもりん（候補？）の証である黄色いマフラーと胸元のMのマークを持っている。キノコの塩焼きが好物で、近くの森でキノコの栽培をしていた。
初出は『RanceIV』。強さランクC。種族全体の傾向としてまじめで元気な性格をしている一方、尻尾を握られるとおとなしくなる。上位種にマスターやもりんが存在する（今作ではこちらの血筋）。
スケッチ
ベレー帽を被りサイハイソックスを身に付け、巨大な鉛筆とスケッチブックで落書き獣を生み出せる女の子モンスター。落書き獣の名付け方を含めてことあるごとに奇抜な言動をとり、含みのある危ない言動をしてはレオを悩ませる。作中では裸のレオとエリナをモデルに「フルチンチ・レオヌード1世」と「オマンコマ・エリヌード1世」という巨大落書き獣を生み出した。
初出は『RanceVI』。強さランクB。絵描き能力があり専用のノートに絵を書くことで落書き獣を生み出すことができる。上位種に美人画伯が存在する。
セクシーナイト
露出度が高い鎧を身に纏った、グラマーな女の子モンスター。イカ男爵にセクハラされたり、男の子モンスター達にHな目で見られたりするのを嫌い、ずっと暗闇に隠れていた。趣味はぬいぐるみ作り。
強さランクB。もともとこの種族は人間の冒険者を元に生まれたが、元にした冒険者が見た目重視でミーハーだったため、露出する部分が多く防御力無視の鎧を纏うことになってしまった。かなりのグラマーで男の子モンスターの人気者。性格はかなりの恥ずかしがり屋で正義感が強い。
サワー
ホウキに跨り空を飛ぶ、黒猫を連れた魔法少女型の女の子モンスター。今作の個体はサワー種の突然変異で、とてつもなく強力な魔力を持っているが、魔法学校時代イタズラが過ぎたため、校長によって力を1/800に封印されている。目標は封印を解き、世界を制服し帝王になり、レオを王子様にメイドさんを料理長にすること。レオたちの前では猫を被っているが、かなり腹黒い性格（公式には表裏どちらも表）で、イカ男爵に力を与えた赤い運命を狙っている。一緒にいる黒猫はにゃごにゃご先生という名で、サワーのツッコミ担当兼非常食。
初出は『RanceIV』。強さランクB。種族上の特徴として、低レベルの魔法なら全て使える。どこかにある魔法学校に通い魔法の勉強をし、学校を卒業後世に出る。魔法のホウキを使って空を飛ぶことが出来る。人間に化けて人間の世界に潜り込んだりする。上位種にツインテールが存在する。
カメ子
頑丈な亀の甲羅を纏った女の子モンスター。ピンチになるとカメ形態に変形し、変形中はほぼ無敵で2年近くこのままでいることがある。語尾に必ず「ですぅ」と付ける。レオを運命の王子様だと思っている。転生の時は、自ら卵に還元する他の女の子モンスターと違い、浜辺で卵を産んで姿を消す。
強さランクB。何をするのもとろく、恥ずかしがり屋で臆病な性格。
コンテ
肉体を持たずふわふわと虚空を漂っている、霊体の女の子モンスター。自らの力で一応実体化はしている（体重も一応2kgある）ので、可視状態ならば接触することが可能。自分が霊体であることを嫌っている。幽霊と話すことが出来るため、真面目で天然ボケな性格も相まって、スケベな変態ネズミの霊の通訳をする場面で、素敵なセリフを披露してくれる。
初出は『RanceIII』。強さランクA。この種族は霊体という幽霊に近い存在の生物であり、力によって実体化しているが力が弱まったり死んでしまうと消えてしまう。肉体に非常に強い憧れを持っている。黒衣が多いが、今作では紫と白の服装。下位種にスモッグシルフが存在する。
山のサチ
ツノと尻尾を持つ、食いしん坊で野性味に溢れた女の子モンスター。この種の例にもれず名器持ちであるがゆえにいつも男の子モンスターに狙われており、見つからないように人目を忍んで生息していた。食べることが大好きで、魚やイカマンを大量に捕まえては焼いて食べている。同種族の海のサチとは友達同士で、離れ離れになったのを心配したり、海のサチから貰った魚の人形を大事にしたりしている。
初出は『RanceIV』。強さランクB。この種族は生息地が限られており、個体数も少ない。
ちょーちん
チョウチンアンコウのように先が光る触角を持った、内気な女の子モンスター。初期はイカ男爵の手下として登場するが、レオを見逃したことで拷問戦士に弄りものにされてしまう。天然でぽやぽやした性格だが、子供のときの方がなぜかしっかりした性格をしている。
初出は『RanceIII』。強さランクB。普段は暗闇に紛れて生活している。触角から出る光にはフェロモンが混じっており、男の子モンスターを誘惑してはパンチで倒す。ただし今作では物理攻撃ではなく魔法攻撃キャラ。上位種にパルッコが存在する。
ねこまたまた
猫又の女の子モンスター。 群れることを嫌い単独行動を好む性格や、動くものに対する反応や高いところで眠るといった性質は猫そのものである。味方の攻撃回数を増加させる応援は戦術的な効果が非常に高い。えっちして子供になると、なぜか性格がバラバラな5人に増えてしまう。
初出は『闘神都市』。強さランクB。なかなか他人に懐かないが、繁殖期になると性欲が増大する。下位種にネコ娘が存在する。
フローズン
真っ白で裾の短い和服を着た、雪女の女の子モンスター。シロちゃんという雪わんわん（フローズンの冷気で生きている犬）を飼っている。成体の時は礼儀正しいが、子供の時は少々性格がきつくなる。
初出は『闘神都市』。強さランクA。氷系の魔法を使う。魅力的な女性だが、交わった男は熱を奪われて死ぬ。又フローズンの多くはショタコン。はぐれ雪女という亜種が存在する。
ちゃぷちゃぷ
スクール水着と眼鏡が特徴の、自殺癖のある根暗な女の子モンスター。
初出は『闘神都市』。強さランクB。浅瀬に生息しているが泳ぎは不得意。水を硫酸などに変化させられる。警戒心がとても強い。
ズかっぱ
お酒と可愛い男の子とHが大好きで扇情的な格好をした、河童の女の子モンスター。関西弁。
初出は『RanceVI』。強さランクB。お酒が大好き。水陸両用だが、お皿が乾くと弱体化する。上位種にズかっぱE、亜種に赤いズかっぱが存在する。
海のサチ
魚のヒレのような耳と尻尾を持った、臆病な女の子モンスター。おサカナさんたちが友達。臆病ゆえに海の底で隠れており、時間が経ってもイカ男爵には発見されない。イカパラダイスに来る以前から山のサチと仲が良い。
初出は『RanceIV』。強さランクB。海に少数しか生息していない。魚と意思疎通を図れる。同種族の山のサチ同様、最高に具合が良い名器を持っており、男の子モンスターに狙われている。
まじしゃん
紫色のフードとマントを纏った、魔法使いの女の子モンスター。真面目で規律を好むが、奔放な女の子モンスターたちは聞く耳を持たず悩んでいる。そのためストレスを溜め込んでおり、とんでもない方向に暴発するイベントもある。
初出は『闘神都市』。強さランクA。勉強熱心で上位魔法を扱える才能があるが、魔法を覚えたそばから忘れてしまい実際には使えない者が多い。魔法を扱うモンスターは彼女らに師事する。上位種に高まじしゃんが存在する。
言霊
眼鏡をかけ髪を三つ編みにしたセーラー服の、言葉に力を宿す女の子モンスター。歌うのが好きだが音痴である。しかしモンスターの中にはその破壊力抜群の歌にあえて魅かれる者がいて、ファンクラブまで出来ている。マーシャルという名のアンプを連れている。
初出は『闘神都市2』。強さランクB。とにかく音痴だが、本人に自覚はなく魅了していると思い込んでいる。強力な言霊を操れるが、皆歌ってばかりいるため言霊能力はほとんど意味をなしていない。
へびさん
露出度の極めて高い格好をしてヘビを従えている、残虐な女の子モンスター。スカイ目玉という下僕がいる。基本的にドSなのだが、幼生体になると途端に気弱でおどおどした性格になってしまう。
初出は『闘神都市』。強さランクA。ヘビは何匹も従えることが出来るが、実は生きていない。残忍な性格で、戯れに弱い者を殺すことも。名前の似たへび女とは別種。
とっこーちゃん
紅白の巫女装束を着た女の子モンスター。
初出は『RanceII』。強さランクB。JAPANで発生した。薙刀が得意で、趣味は茶道や華道と、文武ともに長けている。種族全体の傾向として、非常に生真面目な性格である。
サルファ
アサシンスタイルをした、女の子が好きな女の子モンスター。巨乳好きで男嫌いだが、それでもレオとのえっちはあまり抵抗が無いらしい。またセクシーナイトがお気に入りらしい。
初出は『RanceIV』。強さランクB。夜行性で暗殺に長けているが、戦い自体を楽しむためにそうしないことが多い。種族全体が女の子に欲情するレズビアン。
はりまおー
セクシーな白衣とおデコが印象的で、針治療が得意な女の子モンスター。性にあけっぴろげな性格で、転生して幼生体になった際は危険な言動を繰り返す。
初出は短編作品「にせなぐりまくりたわぁ」だが、明確なキャラ付けが為されたのは今作が初めて。針治療に秀でた女医で、相手を治療することも逆に悪くさせることも出来る。奔放な性格の者が多い。下位種にお医者さんごっこが存在する。
バルキリー
その名の通り戦う乙女を体現した、最強の女の子モンスター。回避能力に優れているためイカ男爵も手を出せず、陰からレオ達を助けたりイカ男爵を倒す機会を窺ったりしている。
初出は『闘神都市』。強さランクS。神の血をひく特殊な女の子モンスターで、それゆえに最強と称される程の比類なき近接戦闘能力を誇る。男の子モンスターにとっては彼女達と子を成すのがステータスで、よく狙われて戦っている。上位種にアーマードバルキリーが存在する。
雷太鼓
太鼓と巨大なバチをもち、ふんどしを締めた江戸っ子気質の女の子モンスター。ゲーム中盤ではイカ男爵の手下としてレオの前に現れ、強大な力を振るい窮地に陥れることも。
初出は『RanceVI』。強さランクA。雷系の魔法を使う最強クラスの女の子モンスター。江戸っ子気質で、自己犠牲の精神も持っている。下位種にクワイゲンが存在する。
バトルノート
スカート化した軍服を身に纏った、参謀系の女の子モンスター。自ら戦うよりも、モンスターを束ねての戦いで真価を発揮する。バルキリー、雷太鼓とは旧知の仲。その2人を欺いていることに内心で罪悪感を覚えているが、女の子モンスター達がイカ男爵に反攻するきっかけを作った立役者でもある。
強さランクA。種族全体の傾向として参謀や秘書としての仕事を得意とする反面、個人の戦闘力はやや欠ける。下位種にコマンダーが存在する。
はずれ女
ラクガキのように凄く不細工だが、凄い性技と凄い名器を持った女の子モンスター。おっさんの様な声をしており、数種の簡単な英単語で全てを表現する。あんまりな外見と性格から、後述のキラにすら相手にされなかった。戦闘能力は皆無なのだが彼女を仲間にするとパーティーからはずすことが出来なくなってしまい、邪魔以外の何者でもない。
初出は『ランス4.1&4.2』のヒントディスク内ゲーム『走り女2』。強さランクC。凄く不細工でみんなの嫌われ者だが、本人はイカス女だと思っている。今作で唯一のレア種（世界に1体のみ）の女の子モンスター。
神風
2周目以降の隠しキャラ。袴を穿き弓を携えた、古風な喋り方をする女の子モンスター。
初出は『RanceIII』。強さランクA。愛国心の強い弓道娘。いじめっ子だが、今作ではその設定はなく特徴のない性格。上位種に桜花が存在する。
デス子
2周目以降の隠しキャラ。真っ黒な服装をし、巨大な鎌を持った女の子モンスター。過激な言葉を好んで使い、語尾にはなぜかハテナマークがついている電波系。
初出は『PERSIOM』。強さランクA。片仮名でなくDEATH子と表記されることが多い。とにかく殺すことが大好きで、殺しては鎌で魂を回収する。
髪長姫
2周目以降の隠しキャラ。地面に届かんばかりの長い髪を持つ、既婚の女の子モンスター。押しの足りない旦那のうっぴーのために使おうと持っていたMinエキスがレオを男にする。
初出は『闘神都市2』。強さランクA。長い髪を操って、相手を拘束する。本当ならたい焼きうぐぅが出るはずだったがTADAがNGを出したため繰り上げで髪長姫が登場することになった。
中華てんてん
レオは捕獲出来ず、はじめからエリナに付き従うキャラ。トゲのついた鉄球を武器にする、元気でおバカな女の子モンスター。専ら中華をつけず"てんてん"と呼ばれる。エリナと非常に仲が良く、その会話はいつもボケとツッコミでいいコンビになっている。中華料理が得意だが、他の料理は出来ないためエリナに飽きられている。
強さランクB。語尾に「～ある」を付けミニのチャイナ服を着るステレオタイプの中華娘。中華料理が得意で、食材集めに情熱を燃やす。そのため食材で遊んでいるとして、マグロが武器のバニラと仲が悪い。頭はよくない。下位種にてんてん、上位種にUSてんてんが存在する。
クラーケン
レオは捕獲出来ず、はじめからイカ男爵に仕えているキャラ。イカのような着ぐるみを身に纏い、股間の吸水口が何とも言えない女の子モンスター。イカマン時代のイカ男爵とは相思相愛だったが、イカ男爵が力を得て変わってしまったことに心を痛めている。基本的に一切喋らず、紙に文字を書くなどして意思を伝達する。この世界に居る女の子モンスターの仲で唯一、イカ男爵の呪いはかかっていない。
初出は『PERSIOM』。強さランクB。イカのような着ぐるみと股間の吸水口が特徴だが、後者のせいでよくいじめられる。かつては大型種だったが、淘汰されてゆくうちに小柄になった。

### その他
イカ男爵
本来弱い立場にあるイカマンが、空から降ってきた謎の赤い石によって突然変異した男の子モンスター。圧倒的な強さを誇り、言動も悪のボスらしいものを好む。だが元はただの純朴なイカマンだったため、根っからの悪者ではない。強さを盾に虚勢を張ることが多く、小市民らしい情けなさを度々露呈する。
拷問戦士
イカ男爵に参謀のような形で仕える男の子モンスター。女の子モンスターを拷問するのが大好きで、調教や拷問に並々ならぬ情熱を燃やす。初出は『RanceII』であり、本作にて久々の復活を果たした。
女殺し
イカ男爵の部下である男の子モンスター。本来上司であるはずのイカ男爵を敬う様子はない。血まみれの包丁を持ち、パンツを頭に被り、天使の羽もどきを背に生やし、赤子のようにおむつを着けている。その姿は女の子モンスターたち女性からは可愛らしいものとされており、彼女たちは一切攻撃できないが、実際の性格は残忍である。
洋子
いつも「ようこそ」と書かれた壁を背に泉から出てくる、泉の妖精。妖精というより魔法少女のような格好をしており、とてもテンションが高い。特定のキャラのサインをねだり、サインを渡すと願いを叶えてくれる。初出は『RanceII』のヒントディスク内ゲーム『SDランス』。
ミイラマン
ツタンカーメンのような風貌をした、ピラミッドのエロオヤジ。常に語尾に（笑）をつけて話し、実際に音声でもそれを表現している。石版の解読と称してえっちな指令をレオ達に伝達する。登場時はミイラ以前の干物状態だった。
キラ
時折レオ達の前に現れては、女の子モンスターたちの疲れを癒して去ってゆく、美形の悪魔（階級不明）。女性のハートを掴むことが得意で、とある経緯により倉之助達に追われている。名前の由来はいくつかのキラを複合。
倉之助
忠臣ハニー46体を従えるハニー。キラを追っている。メイドさんがレオ達と合流する前に仕えていた人物。赤穂浪士のパロディ。
リサ
バッチの従魔のメイドさんでレオの教育係をしている。冒険ばかりで家を空けるバッチをいつも気に掛けている。

## 用語
女の子モンスター（女の子M）
特殊な能力を持った女性のモンスター。同じ種族だと違う個体でも人間には見分けが付かないが、女の子モンスターを人間に見間違えることはない。人間の美的感覚に適合する可愛らしい容姿をもっているが、人間の精液は毒となるため、人間にとって女の子モンスターとの性行為は外道扱いされ、また女の子モンスターも人間を恐れている。通常10年前後で寿命を迎える。だがイカパラダイスでは、不死の呪いのために死なず、また子を身篭る（卵生）となぜか本人が卵に還る。
男の子モンスター（男の子M）
男性のモンスター。女の子モンスターが可愛らしさを重視しているのに対し、男の子モンスターは戦闘能力を重視しているため、様々な外見をもつ。人間、神、悪魔、カラーなど特殊な種族以外をまとめてモンスターと呼びがちなため、男の子モンスターなのか別の独立種族なのかはハッキリしない場合が多く、また扱いも軽い。
魔物使い
モンスターに比べて戦闘能力が劣る人間が編み出した特殊技能を使い、モンスターを従魔にして従わせることが出来る人々のこと。才能と努力が必要。
従魔（じゅうま）
魔物使いが自分に従うよう契約をしたモンスターのこと。契約した魔物使いの命令には絶対服従。長く契約を結んでいると恋愛感情が芽生えてしまうため、通常は適度な期間を経たら契約を解除する。
※その他アリスソフト作品共通のランス系世界観については『Rance』の記事を参照。

## ハードモード
当初はゲーム開始時において、「簡単モード」と「普通モード」の2種しか選択出来ないが、販売後に公式サイトより配布されたパッチを適用すれば、新たに「ハードモード」が追加される。そして更に時を経て、新たなるハードモードとしてのタイプBが登場（開発総責任者のTADAが個人的・趣味的に用いていたデータが原型）。結果、「簡単モード」「普通モード」「ハードモードA」「ハードモードB」の4種で構成された仕様と化す。これらはプレイスタイルに応じて使い分けるのが望ましく、やり込みの幅を広げる結果をもたらした。
先発のハードモードAは、簡単モードや普通モードに存在した時間制限が外されたものの、代わりに日数の進行に従って敵モンスターが強化されるシステムであり、攻略には如何に効率的に素早く味方の強化とストーリーの進行をするかが問われ、従来と別種の時間制限が設けられたに等しい。
後発のハードモードBは、初期段階から敵モンスターが強化される代わりに時間制限やそれに準ずる取り決めの一切を取り払っている。結果的にGALZOOアイランドならではのシステム性が失われ、一般的なRPGに近いスタイルとなっている。時間を存分に費やし、じっくりとキャラクターの育成に勤しめる。レベルを含め、ステータスの上限が（恐らく）存在しないため、ある意味では永遠に遊べる。
ハードモードは前回のプレイデータの引き継ぎができないせいもあって、一度のプレイにおけるやり込みにこそ適している。しかしながら簡単モードや普通モードに比べて、あらゆる面でやり込み要素が強まっているというわけではなく、一長一短が存する。例えばハードモードの場合、女の子モンスターとの性交時に射精の外出しを選択することで、各キャラの体力・攻撃力・魔法力を上昇させられ、しかも新アイテムの「チャック」を用い、ダメージ限界値を高められる。その一方、プルーペットの機能変更により、アイテム増殖が不可能となり、任意の能力値を自在に上げるのが困難となっている（特に防御力・魔抵力・回避力）。

## スタッフ
- シナリオ：イマーム[1]、とり
- シナリオ補佐：ふみゃ
- 原画
  - MIN-NARAKEN：レオ・エリナ・キャプテンバニラ・クスシ・中華てんてん・へびさん・雷太鼓・神風・髪長姫・デス子
  - ちょも山：きゃんきゃん・セクシーナイト・コンテ・ズかっぱ・ちょーちん・言霊・サルファ
  - むつみまさと：メイドさん・サワー・山のサチ・海のサチ・フローズン・とっこーちゃん・バトルノート
  - 織音：やもりん・カメ子・ちゃぷちゃぷ・まじしゃん・はりまおー・バルキリー・クラーケン・男の子モンスター
  - 月餅：スケッチ・ねこまたまた
  - TADA：はずれ女
  - 桐島千夜：男の子モンスター
  - ドラ之介モグ太：SDキャラ

## 後世への影響
3DS版『闘神都市』では、本作のシステムをヒントに、ヒロインからスキルを得るというシステムが導入された。